# Канпійо
Канпьоо (Kanpyō) (яп. かんぴょう or 干瓢), це висушені стружки Lagenaria siceraria var. hispida, різновид тикви. Є інгредієнтом традиційної японської кухні стилю періоду Едо. Приготоване та ароматизоване канпьоо зазвичай використовується для суші футомакі.
Канпьоо спочатку вирощували в регіоні Осака. Зараз це спеціальний продукт префектури Точіґі, де його виробляють кустарним виробництвом. Регіон настільки пов'язаний з продуктами харчування, що тут є «Шосе Канпьоо з історією та романтикою». Символ (юру-чара) Оями, Точіґі — Kapyomaru (かぴょ丸), антропоморфізована тиква.
Урожай тикви збирають з кінця липня до вересня. Білу м'якоть гарбуза нарізати соломкою 3 см шириною і 3 мм товщиною, потім або сушать на сонці, або зневоднюють.   Понад 200 тонн висушеного канпьоо виробляється на рік.

## Страви з канпійо

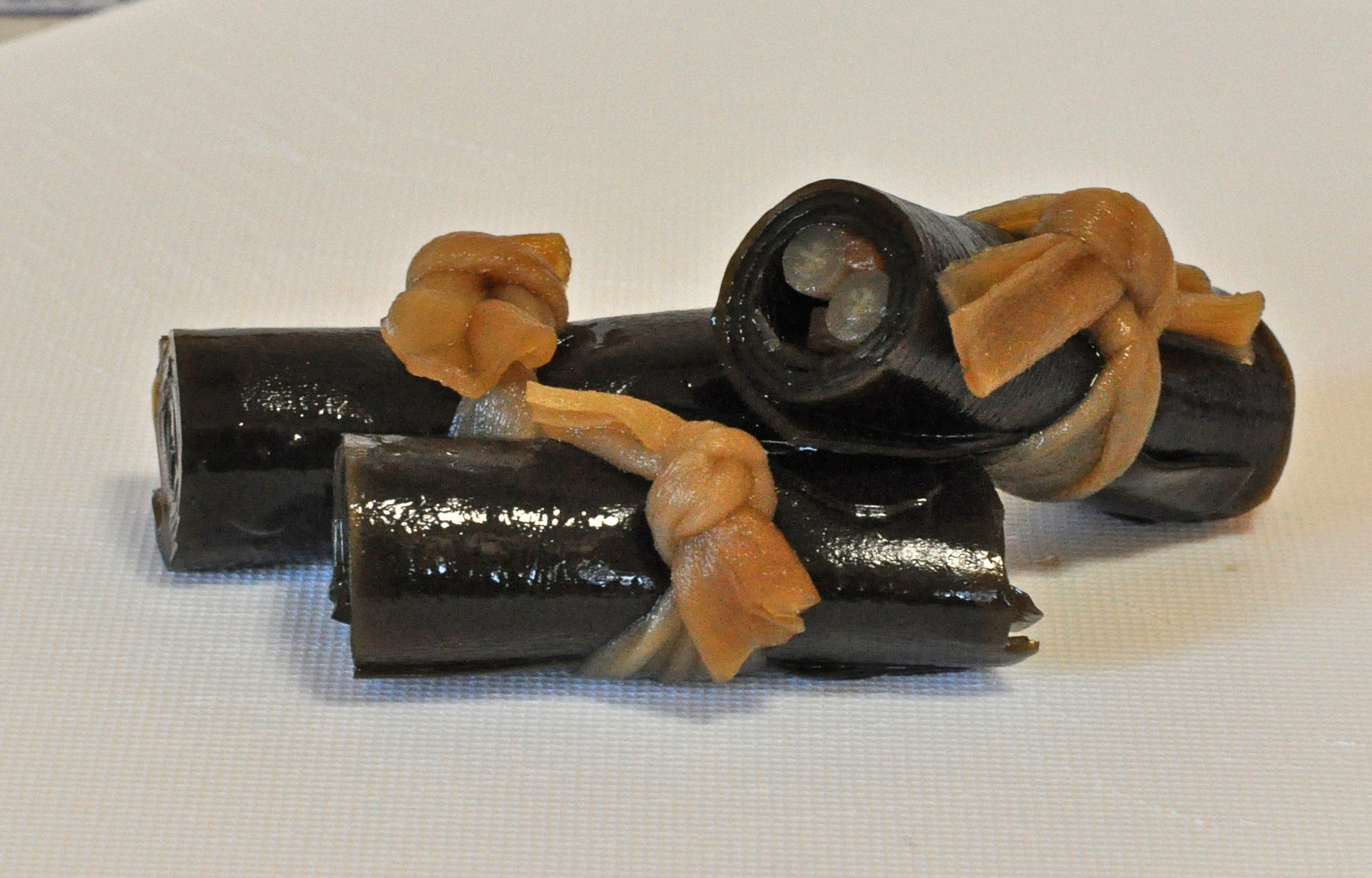
Традиційна новорічна страва комбу-макі, пов'язана смужками канпйо

Крім того, що смужки канпьо є основним елементом багатьох страв, вони часто використовуються як їстівна зав'язка в таких стравах, як фукуса-суші та чакін-суші. Зазвичай висушені смужки варять, щоб розм'якшити, а потім варять вдруге з соєвим соусом, цукром та іншими інгредієнтами, доданими для аромату.
- Футомакі[6][7]

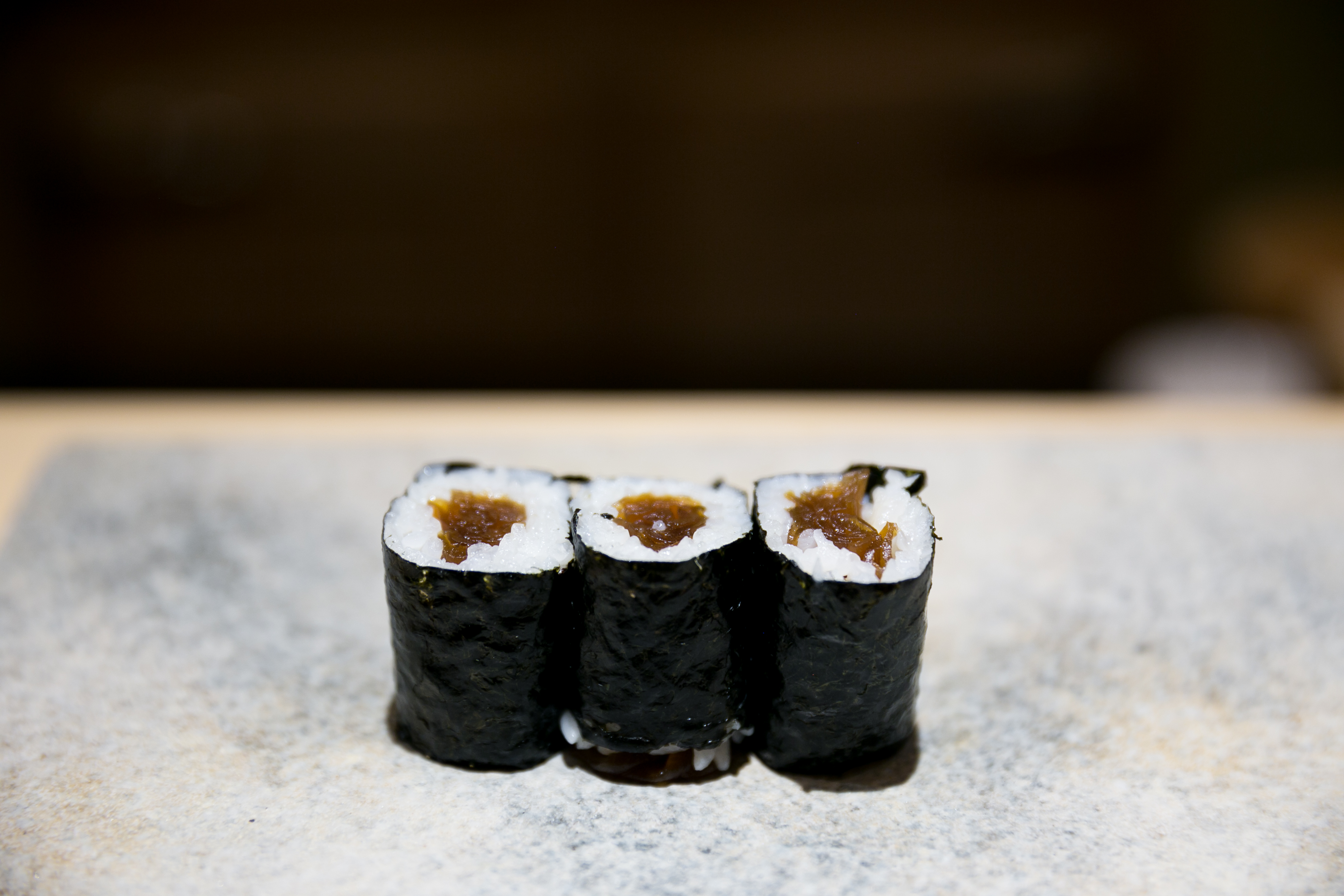
Роли канпійо-макі

- Канпійо-макі, також називається teppo maki («ствол зброї макі»), оскільки виглядає як дуло рушниці[6]
- Мацукаса суші («суші зі сосновою шишкою»), рол із філе кальмара (замість норі), загорнутого навколо рису для суші, канпійо, шиїтаке, снігового гороху та білої риби[6]
- Shojin dashijiru, веганський суповий бульйон[3]

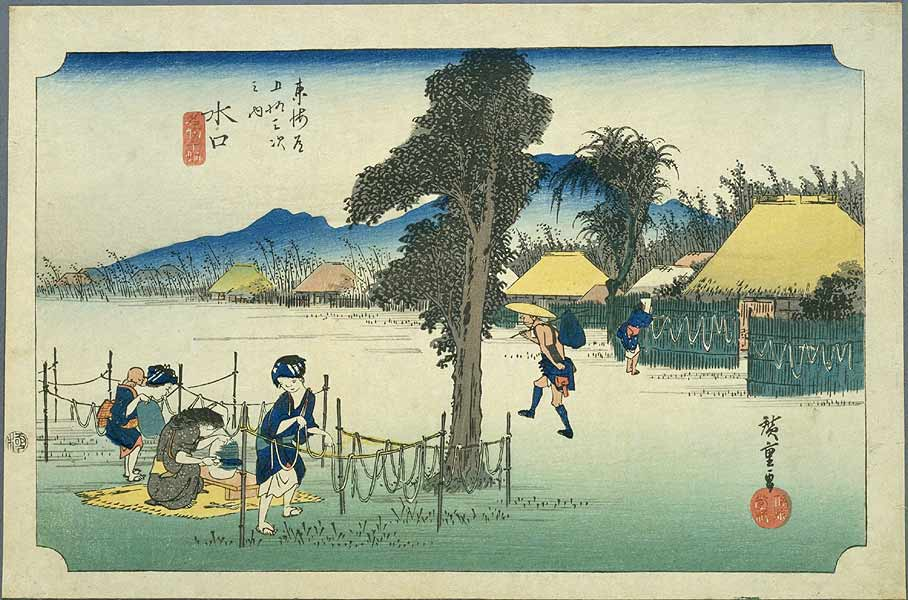
Канпійо, що сушиться, із книги Хіросіґе "П'ятдесят три станції Токайдо "